# Liste des souverains du Canada
Cette page présente la liste des monarques ayant régné sur ce qui est aujourd'hui le Canada. Dans l'histoire de la monarchie au Canada, trois couronnes différentes ont régné sur le pays : la couronne de France, celle du Royaume-Uni (précédemment l'union personnelle de l'Angleterre et d'Écosse) et, depuis 1931, la couronne du Canada considérée comme un royaume indépendant,.
En effet, si le Canada s'administre librement comme dominion de l'Empire britannique depuis 1867, il n'est considéré comme État indépendant partageant le même monarque que le Royaume-Uni que depuis 1931 et l'adoption du Statut de Westminster. Depuis, la couronne canadienne est légalement distincte de celles des autres royaumes du Commonwealth. Si le titre de « roi du Canada » a été utilisé dès le règne de George VI, Élisabeth II est le premier monarque officiellement proclamé séparément « reine du Canada » en 1953.

## Couronne de France (1534-1763)
| N°              | Portrait | Nom de règne                              | Règne              | Règne              | Nom complet        | Consort                                      |
| Nouvelle-France | Nouvelle-France                                                                                                | Nouvelle-France                           | Nouvelle-France    | Nouvelle-France    | Nouvelle-France    | Nouvelle-France                              |
| --------------- | --- | ----------------------------------------- | ------------------ | ------------------ | ------------------ | -------------------------------------------- |
| 1               | | François Ier (1494-1547) Maison de Valois | 24 juillet 1534    | 31 mars 1547       | François           | Éléonore de Habsbourg                        |
| 1               | Changements territoriaux : établissement de colonies françaises en Acadie et au Canada en 1534.                | François Ier (1494-1547) Maison de Valois |                    |                    |                    |                                              |
| 2               | | Henri II (1519-1559) Maison de Valois     | 31 mars 1547       | 10 juillet 1559    | Henri              | Catherine de Médicis                         |
| 3               | | François II (1544-1560) Maison de Valois  | 10 juillet 1559    | 5 décembre 1560    | François           | Marie Stuart                                 |
| 4               | | Charles IX (1550-1574) Maison de Valois   | 5 décembre 1560    | 30 mai 1574        | Charles-Maximilien | Élisabeth d'Autriche                         |
| 5               | | Henri III (1551-1589) Maison de Valois    | 30 mai 1574        | 2 août 1589        | Alexandre-Édouard  | Louise de Lorraine-Vaudémont                 |
| 6               | | Henri IV (1553-1610) Maison de Bourbon    | 2 août 1589        | 14 mai 1610        | Henri de Bourbon   | Marguerite de Valois, Marie de Médicis       |
| 7               | | Louis XIII (1601-1643) Maison de Bourbon  | 14 mai 1610        | 14 mai 1643        | Louis              | Anne d'Autriche                              |
| 8               | | Louis XIV (1638-1715) Maison de Bourbon   | 14 mai 1643        | 1er septembre 1715 | Louis-Dieudonné    | Marie-Thérèse d'Espagne, Françoise d'Aubigné |
| 8               | Changements territoriaux : cession de l'Acadie, Placentia et de la baie d'Hudson à la Grande-Bretagne en 1713. | Louis XIV (1638-1715) Maison de Bourbon   |                    |                    |                    |                                              |
| 9               | | Louis XV (1710-1774) Maison de Bourbon    | 1er septembre 1715 | 10 février 1763    | Louis              | Marie Leszczyńska                            |
| 9               | Changements territoriaux : cession de la Nouvelle-France à la Grande-Bretagne en 1763.                         | Louis XV (1710-1774) Maison de Bourbon    |                    |                    |                    |                                              |

## Couronnes d'Angleterre et d'Écosse (1670-1707)
| N°                                                  | Portrait | Nom de règne                                        | Règne                                               | Règne                                               | Nom complet                                         | Consort                                             |
| Colonies anglaises et écossaises d'Amérique du Nord | Colonies anglaises et écossaises d'Amérique du Nord                                                                | Colonies anglaises et écossaises d'Amérique du Nord | Colonies anglaises et écossaises d'Amérique du Nord | Colonies anglaises et écossaises d'Amérique du Nord | Colonies anglaises et écossaises d'Amérique du Nord | Colonies anglaises et écossaises d'Amérique du Nord |
| --------------------------------------------------- | --- | --------------------------------------------------- | --------------------------------------------------- | --------------------------------------------------- | --------------------------------------------------- | --------------------------------------------------- |
| 1                                                   | | Charles II (1630-1685) Maison Stuart                | 2 mai 1670                                          | 6 février 1685                                      | Charles                                             | Catherine de Bragance                               |
| 1                                                   | Changements territoriaux : création de la terre de Rupert par royal warrant pour la Compagnie de la Baie d'Hudson. | Charles II (1630-1685) Maison Stuart                |                                                     |                                                     |                                                     |                                                     |
| 2                                                   | | Jacques II (1633-1701) Maison Stuart                | 6 février 1685                                      | 1er décembre 1688                                   | Jacques                                             | Marie de Modène                                     |
|                                                     | | Vacant                                              | 1er décembre 1688                                   | 13 février 1689                                     |                                                     |                                                     |
| 3/4                                                 | | Marie II (1662-1694) Maison Stuart                  | 13 février 1689                                     | 28 décembre 1694                                    | Marie                                               | (Conjointement souverains)                          |
| 3/4                                                 | | Guillaume III (1650-1702) Maison d'Orange-Nassau    | 13 février 1689                                     | 8 mars 1702                                         | Guillaume                                           | (Conjointement souverains)                          |

## Couronne du Royaume-Uni (1707-1931)
| N°                           | Portrait | Nom de règne                                                                                     | Règne                        | Règne                        | Nom complet                   | Consort                                |
| Amérique du Nord britannique | Amérique du Nord britannique | Amérique du Nord britannique                                                                     | Amérique du Nord britannique | Amérique du Nord britannique | Amérique du Nord britannique  | Amérique du Nord britannique           |
| ---------------------------- | --- | ------------------------------------------------------------------------------------------------ | ---------------------------- | ---------------------------- | ----------------------------- | -------------------------------------- |
| 5                            | | Anne (1665-1714) Maison Stuart                                                                   | 8 mars 1702                  | 1er août 1714                | Anne                          | George de Danemark                     |
| 5                            | Changements territoriaux : acquisition de l'Acadie, Placentia et de la baie d'Hudson à la France en 1713.                                                             | Anne (1665-1714) Maison Stuart                                                                   |                              |                              |                               |                                        |
| 6                            | | George Ier (1660-1727) Maison de Hanovre                                                         | 1er août 1714                | 11 juin 1727                 | George Louis                  | Sophie-Dorothée de Brunswick-Lunebourg |
| 7                            | | George II (1683-1760) Maison de Hanovre                                                          | 11 juin 1727 old calendar    | 25 octobre 1760 new calendar | George Auguste                | Caroline d'Ansbach                     |
| 8                            | | George III (1738-1820) Maison de Hanovre                                                         | 25 octobre 1760              | 29 janvier 1820              | George Guillaume Frédérique   | Charlotte de Mecklembourg-Strelitz     |
| 8                            | Changements territoriaux : acquisition de la Nouvelle-France à la France en 1763. Création des provinces du Haut-Canada et du Bas-Canada en 1790.                     | George III (1738-1820) Maison de Hanovre                                                         |                              |                              |                               |                                        |
| 9                            | | George IV (1762-1830) Maison de Hanovre                                                          | 29 janvier 1820              | 26 juin 1830                 | George Auguste Frédéric       | Caroline de Brunswick                  |
| 10                           | | Guillaume IV (1765-1837) Maison de Hanovre                                                       | 26 juin 1830                 | 20 juin 1837                 | Guillaume Henri               | Adélaïde de Saxe-Meiningen             |
| 11                           | | Victoria (1819-1901) Maison de Hanovre                                                           | 20 juin 1837                 | 1er juillet 1867             | Alexandrina Victoria          | Albert de Saxe-Cobourg-Gotha           |
| Dominion du Canada           | |                                                                                                  |                              |                              |                               |                                        |
| 1                            | | Victoria (1819-1901) Maison de Hanovre                                                           | 1er juillet 1867             | 22 janvier 1901              | Alexandrina Victoria          | Albert de Saxe-Cobourg-Gotha           |
| 1                            | Gouverneurs généraux:Vicomte Monck, Lord Lisgar, Comte de Dufferin, Marquis de Lorne, Marquis de Lansdowne, Lord Stanley de Preston, Comte d'Aberdeen, Comte de Minto | Victoria (1819-1901) Maison de Hanovre                                                           |                              |                              |                               |                                        |
| 1                            | Premiers ministres : John A. Macdonald, Alexander Mackenzie, John Abbott, John Thompson, Mackenzie Bowell, Charles Tupper, Wilfrid Laurier                            | Victoria (1819-1901) Maison de Hanovre                                                           |                              |                              |                               |                                        |
| 1                            | Provinces initiales Ontario, Québec, Nouvelle-Écosse, Nouveau-Brunswick                                                                                               | Victoria (1819-1901) Maison de Hanovre                                                           |                              |                              |                               |                                        |
| 1                            | Nouvelles provinces et territoires : Manitoba, Territoire du Nord-Ouest, Colombie-Britannique, Île-du-Prince-Édouard, Yukon                                           | Victoria (1819-1901) Maison de Hanovre                                                           |                              |                              |                               |                                        |
| 2                            | | Édouard VII (1841-1910) Maison de Saxe-Cobourg-Gotha                                             | 22 janvier 1901              | 6 mai 1910                   | Albert Édouard                | Alexandra de Danemark                  |
| 2                            | Gouverneurs généraux : Comte de Minto, Comte Grey | Édouard VII (1841-1910) Maison de Saxe-Cobourg-Gotha                                             |                              |                              |                               |                                        |
| 2                            | Premier ministre : Wilfrid Laurier | Édouard VII (1841-1910) Maison de Saxe-Cobourg-Gotha                                             |                              |                              |                               |                                        |
| 2                            | Nouvelles provinces: Saskatchewan, Alberta | Édouard VII (1841-1910) Maison de Saxe-Cobourg-Gotha                                             |                              |                              |                               |                                        |
| 3                            | | George V (1865-1936) Maison de Saxe-Cobourg-Gotha (jusqu'en 1917) Maison de Windsor (après 1917) | 6 mai 1910                   | 11 décembre 1931             | George Frédéric Ernest Albert | Mary de Teck                           |
| 3                            | Gouverneurs généraux : Comte Grey, Duc de Connaught et Strathearn, Duc du Devonshire, Lord Byng de Vimy, Marquis de Willingdon, Comte de Bessborough                  | George V (1865-1936) Maison de Saxe-Cobourg-Gotha (jusqu'en 1917) Maison de Windsor (après 1917) |                              |                              |                               |                                        |
| 3                            | Premiers ministres : Wilfrid Laurier, Robert Borden, Arthur Meighen, William Lyon Mackenzie King, R. B. Bennett                                                       | George V (1865-1936) Maison de Saxe-Cobourg-Gotha (jusqu'en 1917) Maison de Windsor (après 1917) |                              |                              |                               |                                        |

## Souverains canadiens (depuis 1931)
| N°     | Portrait | Nom de règne                               | Règne            | Règne            | Nom complet                                         | Consort              |
| Canada | Canada | Canada                                     | Canada           | Canada           | Canada                                              | Canada               |
| ------ | --- | ------------------------------------------ | ---------------- | ---------------- | --------------------------------------------------- | -------------------- |
| …      | | George V (1865-1936) Maison de Windsor     | 11 décembre 1931 | 20 janvier 1936  | George Frédéric Ernest Albert                       | Marie de Teck        |
| …      | Gouverneurs généraux : Comte de Bessborough, Lord Tweedsmuir | George V (1865-1936) Maison de Windsor     |                  |                  |                                                     |                      |
| …      | Premiers ministres : R. B. Bennett, William Lyon Mackenzie King | George V (1865-1936) Maison de Windsor     |                  |                  |                                                     |                      |
| 4      | | Édouard VIII (1894-1972) Maison de Windsor | 20 janvier 1936  | 11 décembre 1936 | Édouard Albert Christian George André Patrice David | néant                |
| 4      | Gouverneur général: Lord Tweedsmuir | Édouard VIII (1894-1972) Maison de Windsor |                  |                  |                                                     |                      |
| 4      | Premier ministre : William Lyon Mackenzie King | Édouard VIII (1894-1972) Maison de Windsor |                  |                  |                                                     |                      |
| 5      | | George VI (1895-1952) Maison de Windsor    | 11 décembre 1936 | 6 février 1952   | Albert Frédéric Arthur George                       | Elizabeth Bowes-Lyon |
| 5      | Gouverneurs généraux : Lord Tweedsmuir, Comte d'Athlone, Vicomte Alexandre de Tunis | George VI (1895-1952) Maison de Windsor    |                  |                  |                                                     |                      |
| 5      | Premiers ministres : William Lyon Mackenzie King, Louis St-Laurent | George VI (1895-1952) Maison de Windsor    |                  |                  |                                                     |                      |
| 5      | Nouvelle province: Terre-Neuve | George VI (1895-1952) Maison de Windsor    |                  |                  |                                                     |                      |
| 6      | | Élisabeth II (1926-2022) Maison de Windsor | 6 février 1952   | 8 septembre 2022 | Elizabeth Alexandra Marie                           | Philip Mountbatten   |
| 6      | Gouverneurs généraux : Vicomte Alexandre de Tunis, Vincent Massey, George Vanier, Roland Michener, Jules Léger, Edward Schreyer, Jeanne Sauvé, Ray Hnatyshyn, Roméo LeBlanc, Adrienne Clarkson, Michaëlle Jean, David Lloyd Johnston, Julie Payette, Mary Simon | Élisabeth II (1926-2022) Maison de Windsor |                  |                  |                                                     |                      |
| 6      | Premiers ministres : Louis St-Laurent, John Diefenbaker, Lester B. Pearson, Pierre Elliott Trudeau, Joe Clark, John Turner, Brian Mulroney, Kim Campbell, Jean Chrétien, Paul Martin, Stephen Harper, Justin Trudeau                                            | Élisabeth II (1926-2022) Maison de Windsor |                  |                  |                                                     |                      |
| 6      | Nouveau territoire : Nunavut | Élisabeth II (1926-2022) Maison de Windsor |                  |                  |                                                     |                      |
| 7      | | Charles III (1948) Maison de Windsor       | 8 septembre 2022 | En cours         | Charles Philip Arthur George                        | Camilla Shand        |
| 7      | Gouverneur général : Mary Simon | Charles III (1948) Maison de Windsor       |                  |                  |                                                     |                      |
| 7      | Premier ministre : Justin Trudeau, Mark Carney | Charles III (1948) Maison de Windsor       |                  |                  |                                                     |                      |

## Liste des reines et princes consorts du Canada
| Portrait              | Nom                                                          | Devenu consort                                   | Cessé d'être consort                             | Époux/Épouse |
| --------------------- | ------------------------------------------------------------ | ------------------------------------------------ | ------------------------------------------------ | ------------ |
| Alexandra de Danemark | Alexandra de Danemark (1er décembre 1844 – 20 novembre 1925) | 22 janvier 1901 accession de son mari            | 6 mai 1910 mort de son mari                      | Édouard VII  |
| Marie de Teck         | Mary de Teck (26 mai 1867 - 24 mars 1953)                    | 6 mai 1910 accession de son mari                 | 20 janvier 1936 mort de son mari                 | George V     |
| Elizabeth Bowes-Lyon  | Elizabeth Bowes-Lyon (4 août 1900 - 30 mars 2002)            | 11 décembre 1936 accession de son mari           | 6 février 1952 mort de son mari                  | George VI    |
| Philip Mountbatten    | Philip Mountbatten (10 juin 1921 – 9 avril 2021)             | 6 février 1952 accession de sa femme             | 9 avril 2021 à sa mort                           | Élisabeth II |
| Camilla Shand         | Camilla Shand (née le 17 juillet 1947)                       | depuis le 8 septembre 2022 accession de son mari | depuis le 8 septembre 2022 accession de son mari | Charles III  |